# 斯里蘭卡伊斯蘭教
斯里蘭卡，是傳統南傳佛教國家，但仍有伊斯蘭教信徒，主要是斯里蘭卡摩爾人。

## 歷史
伊斯蘭教最早是在7世紀時，由阿拉伯貿易商引入斯里蘭卡，他們與當地人結婚產生第一批穆斯林。到公元8世紀，阿拉伯商人控制了大部分對印度洋的貿易，他們在許多島嶼上定居下來包括斯里蘭卡，並鼓勵伊斯蘭教的傳播。然而當葡萄牙人在16世紀到來時，他們很多的後代被稱為斯里蘭卡摩爾人，主要是從事販賣香料到中東的商人。葡萄牙殖民者攻擊並摧毀了斯里蘭卡摩爾人居住區，倉庫和貿易網絡。許多斯里蘭卡摩爾人逃亡內陸，人口也明顯下降。後來康提的僧伽羅人統治者Senarat把他們安置在東部。
在18-19世紀另一批穆斯林抵達斯里蘭卡，他們主要是印尼的爪哇人和馬來西亞人，他們因反對荷蘭和英國的殖民統治而被發配，第三批則是19世紀來到的印度穆斯林。他們普遍是遜尼派穆斯林，但也有蘇非派活動。
2012年，斯里蘭卡政府下令161個外國傳播信仰協會的伊斯蘭傳教士離開該國，因他們違反該國簽證規定。當地穆斯林曾抱怨那些傳教士並沒有教導溫和形式的伊斯蘭教。
現在，穆斯林的管理由穆斯林宗教和文化事務部負責，該部成立於上世紀80年代，以防止穆斯林社區和斯里蘭卡其他民族的隔離。但在現實生活中，斯里蘭卡穆斯林大多只和穆斯林來往。

## 穆斯林與斯里蘭卡內戰
斯里蘭卡内戰是政府和泰米爾人分離主義武裝分子組織泰米尔伊拉姆猛虎解放组织長達26年的衝突。在這場內戰中幾百個斯里蘭卡穆斯林死於猛虎組織針對性攻擊，而成千上萬的人趕出家園，他們的財產被摧毀。泰米爾人把穆斯林從島北部驅逐，目標建立一個泰米爾民族國家。

## 斯里蘭卡摩爾人
斯里蘭卡摩爾人是以泰米爾語為母語的穆斯林，一些理論指出，他們屬於泰米爾族裔只是接受了伊斯蘭教。其他理論聲稱他們是島上定居的阿拉伯人的後代，因來源有爭議，政府把他們單獨列為一個民族。

## 教育
斯里蘭卡全國有749間伊斯蘭學校，205間教授伊斯蘭教育，並有一所伊斯蘭大學。由於斯里蘭卡缺乏機會，許多穆斯林專業人士移民國外如中東，美國，加拿大，澳大利亞和歐洲找工作。由於歷史上他們在英國殖民時期多從事教育和政府工作，摩爾人有更好的社會和經濟的流動性。

## 斯里蘭卡馬來人
斯里蘭卡馬來人起源於東南亞，現在約50000人。他們的祖先多是來自印尼，他們或為士兵，或因反荷蘭而被流族的貴族。他們以馬來語為自己身份的特徵。馬來人佔斯里蘭卡的穆斯林人口的5％左右，和斯里蘭卡摩爾人一樣，他們遵循伊斯蘭教遜尼派內的沙斐仪派。

## 其他印度穆斯林
印度穆斯林是斯里蘭卡穆斯林第三大群體，其中一些人早在葡萄牙人來到這個國家前已生活在斯里蘭卡，其他在英國統治時期來到。他們多數來自泰米爾納德邦和喀拉拉邦，人數大約30000人。